# ديكر شائع
الديكر الشائع أو الديكر الرمادي أو ديكر الأدغال (الاسم العلمي: Sylvicapra grimmia) ديكر صغير ذو قرون صغيرة وجد في غرب، وسط، شرق، وجنوب إفريقيا، ويكثر في كل مكان في إفريقيا جنوب الصحراء الكبرى، باستثناء القرن الأفريقي والغابات المطيرة في المناطق الوسطى والغربية من القارة.